# Comarca de Anastácio
A Comarca de Anastácio é uma comarca brasileira localizada no município de Anastácio, no estado de Mato Grosso do Sul, a 130 quilômetros da capital.

## Generalidades
Sendo uma comarca de primeira entrância, tem uma superfície total de 3 mil km², o que totaliza 0,7% da superfície total do estado. A povoação total da comarca é de 23.850 habitantes, aproximadamente 1% do total da povoação estadual, e a densidade de povoação é de 8 habitantes por km².
A comarca inclui apenas o município de Anastácio. Limita-se com as comarcas de Aquidauana, Miranda, Bonito, Nioaque, Dois Irmãos do Buriti, Terenos e Rio Negro.
Economicamente possui PIB de R$ 209 936 000,00 e PIB per capita de R$ 8 803,84